# کلکان (دیواندره)
کلکان (دیواندره)، روستایی از توابع بخش کرفتو شهرستان دیواندره در استان کردستان ایران است.

## جمعیت
این روستا در دهستان زرینه قرار دارد و براساس سرشماری مرکز آمار ایران در سال ۱۳۸۵، جمعیت آن ۱٬۱۱۳ نفر (۲۰۳خانوار) بوده‌است.